# Caster Semenya
Mokgadi Caster Semenya (ur. 7 stycznia 1991 w Polokwane) – południowoafrykańska lekkoatletka, biegaczka na średnich dystansach.

## Kariera
Semenya brała udział w mistrzostwach świata juniorów (Bydgoszcz 2008), lecz nie przeszła kwalifikacji w biegu na 800 metrów. Sezon zakończyła złotym medalem igrzysk wspólnoty narodów juniorów, ustanawiając nowy rekord życiowy na tym dystansie – 2:04,23.
W 2009 Semenya wygrała biegi na 800 m oraz 1500 m na Mistrzostwach Afryki juniorów. Na 800 metrów osiągnęła czas 1:56,72, ustanawiając rekord kraju, rekord tej imprezy oraz wysunęła się na prowadzenie na seniorskich listach światowych, poprawiając swój poprzedni rekord życiowy (2:00,58) o prawie cztery sekundy. Poprzedni rekord RPA (1:58,85) należał do Zeldy Pretorius. Podczas tych zawodów Semenya zdobyła także brązowy medal w sztafecie 4 × 100 metrów.
Zdobyła złoty medal w biegu na 800 metrów na mistrzostwach świata 2009 w Berlinie z czasem 1:55,45.
Po zdobyciu tego medalu, z ogromną przewagą i nowym rekordem RPA, według doniesień prasowych, nastały wątpliwości czy Semenya jest rzeczywiście kobietą. Na parę tygodni przed mistrzostwami świata 2009 w Berlinie, Semenya została zgłoszona przez IAAF do badania płci. Po blisko roku IAAF ogłosił, że dopuszcza Semenyę do dalszych startów jako kobietę, a 15 lipca 2010 zawodniczka powróciła do startów wygrywając bieg na 800 metrów podczas mityngu w fińskim mieście Lappeenranta.
W 2011 zdobyła swój drugi złoty medal na mistrzostwach świata w Daegu, po dyskwalifikacji Marii Sawinowej za stosowanie dopingu.
W październiku 2011 ogłoszono, że nową trenerką biegaczki będzie inna utytułowana lekkoatletka – Maria Mutola.
W sierpniu 2012 Semenya zajęła drugie miejsce i zdobyła srebrny medal podczas igrzysk olimpijskich w Londynie, jednak w 2017 po dyskwalifikacji Mariji Sawinowej z powodu dopingu, Semenyi przyznano w 2019 złoty medal olimpijski.
W 2013 nie uzyskała minimum kwalifikacyjnego na mistrzostwa świata w Moskwie. W 2015 zdobyła złoty medal na dystansie 800 metrów podczas igrzysk afrykańskich w Brazzaville.
W 2016 roku została mistrzynią olimpijska na igrzyskach w Rio de Janeiro w biegu na 800 metrów z wynikiem 1:55.28. Ponadto w tym samym roku została trzykrotną złotą medalistką mistrzostw Afryki w Durbanie. Rok później zdobyła kolejne dwa medale: swój trzeci z kolei złoty medal mistrzostw świata w biegu na 800 metrów oraz brązowy w biegu na 1500 metrów.
W sierpniu 2019 roku poinformowano, że wyrokiem szwajcarskiego sądu  Semenya nie będzie mogła wystartować w konkurencjach kobiecych na Lekkoatletycznych Mistrzostwach Świata 27 września – 6 października w Dausze, w Katarze. Nie chcemy jej odmawiać kobiecości, ale pod względem biologicznym Caster Semenya jest mężczyzną. Ma ogromną przewagę nad kobietami – powiedział Jose Maria Odriozola, członek rady Międzynarodowego Stowarzyszenia Federacji Lekkoatletycznych (IAAF). Caster Semenya cierpi na hiperandrogenizm, czyli nadmiar męskich hormonów. Zdaniem IAAF Semeya powinna być klasyfikowana jako mężczyzna, bo poziom testosteronu w jej organizmie jest zbyt wysoki. 

## Wyróżnienia
W 2012 roku została uhonorowana nagrodą południowoafrykańskiej Sportsmenki Roku na SA Awards Sport w Sun City. 27 kwietnia 2014 roku otrzymała brązowy Order Ikhamanga.

## Życie osobiste
8 stycznia 2017 Semenya poślubiła swoją wieloletnią partnerkę Violet Raseboyę.

## Rekordy życiowe
- bieg na 200 metrów – 23,49 (13 marca 2020, Pretoria)
- bieg na 400 metrów – 49,62 (8 września 2018, Ostrawa) rekord Południowej Afryki
- bieg na 600 metrów – 1:21,77 (27 września 2017, Berlin) najlepszy wynik w historii światowej lekkoatletyki
- bieg na 800 metrów – 1:54,24 (30 czerwca 2018, Paryż) rekord Południowej Afryki, 4. wynik w historii światowej lekkoatletyki
- bieg na 1000 metrów – 2:30,70 (2 września 2018, Berlin) rekord Południowej Afryki, 6. wynik w historii światowej lekkoatletyki
- bieg na 1500 metrów – 3:59,92 (4 maja 2018, Doha) rekord Południowej Afryki